# Burschenschaft Germania Halle zu Mainz
Die Burschenschaft Germania Halle zu Mainz ist eine pflichtschlagende, farbentragende Studentenverbindung in Mainz. Die Burschenschaft ist Mitglied des Korporationsverbandes Deutsche Burschenschaft (DB) und ist Teil der Burschenschaftlichen Gemeinschaft (BG).

## Geschichte

### Gründungszeit bis 1900
Die Burschenschaft Germania wurde am 28. Januar 1861 in Halle an der Saale mit den Farben Gold-Rot-Schwarz gegründet. Da der Senat der Universität Halle einem Gründungskommers nicht zugestimmt hatte, wurde dieser in Schkeuditz abgehalten. Am 10. März 1862 wurde die Germania auf Senatsbeschluss hin aufgelöst, da die Germania als revolutionär angesehen wurde. Am 5. November 1862 wurde die Burschenschaft Franconia gegründet, mit denselben Farben wie die Germania zuvor. Der Gründungskommers fand wiederum außerhalb von Halle, in Lindenau bei Leipzig statt. Am 1. Juli 1872 wurde die Franconia in Germania umbenannt und die Fuxenfarben Gold-Rot wurden eingeführt. Am 2. Dezember 1878 wurde die Germania aufgrund von Mitgliedermangel in der Aktivitas freiwillig suspendiert. Daraufhin wurde die Burschenschaft als Frankonia rekonstituiert, mit den heutigen Farben weiß-rot-gold von unten. Am 2. März wurde die Frankonia durch den Senat bis zum 11. November suspendiert. Während dieser Zeit existierte sie als Germania weiter, mit den Farben gold-rot-schwarz. 1894 wurde beschlossen, den Namen und die Farben beizubehalten.

### Die Zeit der 2 Weltkriege
1919 wurde die Burschenschaft Germania in die Deutsche Burschenschaft (DB) aufgenommen. Während des Wintersemesters 1924/25 wurde beschlossen, wieder zu den alten Farben weiß-rot-gold zurückzukehren. Das gold-rot-schwarze Band wird seither zu feierlichen Anlässen getragen. 1934 trat die Germania, wie andere Verbindungen des Weißen Kreises aus der Deutschen Burschenschaft aus, da sie sich weigerte, jüdische Alte Herren gemäß Arierbestimmung aus ihren Reihen auszuschließen um der Alte Burschenschaft beizutreten. 1938 wurde die Germania aufgelöst.

### Rekonstitution
1949 wurde in Hamburg gemeinsam mit der Hamburger Burschenschaft Germania und der Arminia Breslau (heute Alte Breslauer Burschenschaft der Raczeks) der Ostwestdeutsche Bund gegründet. 1952 wurde gemeinsam mit der Hamburger Burschenschaft Germania die Halle-Hamburger Burschenschaft Germania gegründet. 1959 wurde die Burschenschaft in Mainz rekonstituiert. Ein Erlanger Franke, ein Heidelberger Rheno-Armine und ein Mannheimer Hanse bildeten den ersten Aktivenstamm. Später traten noch weitere Mitglieder der Frankonia Erlangen, Rheno-Arminia Heidelberg, Germania Hamburg und Germania Würzburg bei, ehe es nach und nach gelang, Nachwuchs aus den eigenen Reihen heranzuziehen. Im Sommer 1961 konnte das 100. Stiftungsfest in großem Rahmen gefeiert werden.

## Politische Einordnung
Die Germania bildet zusammen mit der Hamburger Burschenschaft Germania und der Erlanger Burschenschaft Frankonia das Schwarz-Weiß-Rote Kartell. Sowohl die Hamburger Burschenschaft Germania als auch die Erlanger Burschenschaft Frankonia wurden zwischenzeitlich vom Verfassungsschutz beobachtet. Die Germania ist Mitglied der rechtsextremen Burschenschaftlichen Gemeinschaft.
Zudem unterhält sie freundschaftliche Beziehungen zur rechtsextremen Alten Breslauer Burschenschaft der Raczeks. Im November 2010 hielt der ehemalige Nationalratspräsident Martin Graf, welcher der rechtspopulistischen FPÖ angehört, auf Einladung der Burschenschaft Germania ein Referat zum Thema „Das Grundrecht auf freie Meinung im demokratischen Rechtsstaat“.
Als die Germania 2015 Tatjana Festerling als Referentin eingeladen hatte, wurde dagegen demonstriert. 2023 fand anlässlich des Stiftungsfestes der Germania eine Demonstration gegen die Germania und ihre politische Ausrichtung statt. In der Nacht zum 17. Februar 2024 wurde auf die Räumlichkeiten der Burschenschaft Germania Halle zu Mainz ein politischer Anschlag verübt, im Rahmen dessen nach Angaben der Polizei zwischen zehn und zwanzig Täter unter anderem Rollläden, Scheiben und eine Tür beschädigten sowie diese mit kritischen Schriftzügen versahen.
Laut Informationen des Südwestrundfunk vom 9. April 2024 wird die Germania vom rheinland-pfälzischen Verfassungsschutz beobachtet.

## Bekannte Mitglieder
- Jürgen Damrau (* 1937), Jurist und Rechtsanwalt (ausgetreten)
- Hans-Herbert Dengler (1905–1982), Verwaltungsjurist, Polizeibeamter und SS-Führer
- Eberhard Doege (1910–1999), Jurist und Politiker (NSDAP, CDU), Landrat im Landkreis Mogilno, Erster Bürgermeister von Tübingen
- Joachim Dorenburg (1915–1978), Jurist, Politiker (CDU), Staatssekretär und Landrat des Kreises Segeberg
- Emil Frommel (1828–1896), Pfarrer und Schriftsteller (Ehrenmitglied)
- Otto Gerloff (1876–1956), Jurist und Politiker (NSDAP), Bürgermeister in Stendal und Graudenz, Oberbürgermeister in Landsberg an der Warthe
- Paul Grawitz (1850–1932), Mediziner
- Theodor Grüneberg (1901–1979), Mediziner und Hochschullehrer
- Georg Hagen (1889–1962), Jurist und Postbeamter
- Alexander Jungbluth (* 1987), Volkswirt und Mitglied des Europäischen Parlaments (AfD)
- Georg Kaempffe (1842–1880), Jurist und Politiker, Bürgermeister von Guben
- Georg Kaufmann (1842–1929), Historiker
- Ernst Martin (1885–1974), Politiker (DNVP, NSDAP), Reichstagsabgeordneter
- Damian Lohr (* 1993), Politiker (AfD), Mitglied des Langtages Rheinland-Pfalz[12][11]
- Wilhelm Moldenhauer (1845–1898), Mediziner und Professor
- Sebastian Münzenmaier (* 1989), Politiker (AfD), Mitglied des deutschen Bundestages[13][12][11]
- Oskar Pirrß (1863–1930), Pädagoge (ausgetreten 1924)
- Hermann Rademacher (1841–1919),  Richter und Politiker (DFP), Reichstagsabgeordneter
- August Ferdinand Richter (1822–1903), Theologe, Politiker (NLP), Mitglied des Preußischen Abgeordnetenhauses (Ehrenmitglied)
- Paul Schröder (1844–1915), Generalkonsul
- Gerhard Spangenberg (1901–1975), Theologe, Superintendent
- Hermann Strunk (1882–1933), Pädagoge, Politiker (DDP); Senator für Kultus der Freien Stadt Danzig
- Hans Tiessler (1905–1951), Jurist und Politiker (NSDAP), Oberbürgermeister von Kattowitz
- Heinrich Otto Vogel (1898–1994), Architekt
- Johann Heinrich Vogel (1862–1930), Chemiker, Agrikulturchemiker und Hochschullehrer
- Christian Wirth (* 1963), Rechtsanwalt, Politiker (AfD), Mitglied des deutschen Bundestages[14]
- Werner Wöhlbier (1899–1984), Agrarwissenschaftler, Agrikulturchemiker